# Campeonato Italiano de Hóquei em Patins
O Campeonato Italiano de Hóquei em Patins é a competição mais importante deste desporto,em Itália, tendo-se iniciado em 1922 com apenas 4 equipas: Milan, Siena, Novara e Pula.
Na década de 1980, o campeonato passou a ser disputado no inverno (Série A 1979-1980) e pela primeira vez o campeonato foi ganho por uma equipa do sul, o AFP Giovinazzo.
O atual campeão italiano é o GSH Trissino.

## Historial
| Ano  | Campeão                  |
| ---- | ------------------------ |
| 1922 | HC Polese                |
| 1923 | HC Sempione              |
| 1924 | HC Sempione (2)          |
| 1925 | US Triestina Hockey      |
| 1926 | US Triestina Hockey (2)  |
| 1927 | US Triestina Hockey (3)  |
| 1928 | US Triestina Hockey (4)  |
| 1929 | US Triestina Hockey (5)  |
| 1930 | Hockey Novara            |
| 1931 | Hockey Novara (2)        |
| 1932 | Hockey Novara (3)        |
| 1933 | Hockey Novara (4)        |
| 1934 | Hockey Novara (5)        |
| 1935 | Milan SHC                |
| 1936 | Hockey Novara (6)        |
| 1937 | DP Impiego Trieste (6)   |
| 1938 | DP Impiego Trieste (7)   |
| 1939 | DP Impiego Trieste (8)   |
| 1940 | DP Impiego Trieste (9)   |
| 1941 | DP Impiego Trieste (10)  |
| 1942 | DP Impiego Trieste (11)  |
| 1943 | não realizado            |
| 1944 | não realizado            |
| 1945 | US Triestina Hockey (12) |
| 1946 | Hockey Novara (7)        |
| 1947 | Hockey Novara (8)        |
| 1948 | Edera Trieste            |
| 1949 | Hockey Novara (9)        |
| 1950 | Hockey Novara (10)       |
| 1951 | Hockey Monza             |
| 1952 | US Triestina Hockey (13) |
| 1953 | Hockey Monza (2)         |
| 1954 | US Triestina Hockey (14) |
| 1955 | US Triestina Hockey (15) |
| 1956 | Hockey Monza (3)         |
| 1957 | Amatori Modena           |
| 1958 | Hockey Novara (11)       |

| Ano     | Campeão                  |
| ------- | ------------------------ |
| 1959    | Hockey Novara (12)       |
| 1960    | Amatori Modena (2)       |
| 1961    | Hockey Monza (4)         |
| 1962    | US Triestina Hockey (16) |
| 1963    | US Triestina Hockey (17) |
| 1964    | US Triestina Hockey (18) |
| 1965    | Hockey Monza (5)         |
| 1966    | Hockey Monza (6)         |
| 1967    | US Triestina Hockey (19) |
| 1968    | Hockey Monza (7)         |
| 1969    | Hockey Novara (13)       |
| 1970    | Hockey Novara (14)       |
| 1971    | Hockey Novara (15)       |
| 1972    | Hockey Novara (16)       |
| 1973    | Hockey Novara (17)       |
| 1974    | Hockey Novara (18)       |
| 1975    | Hockey Novara (19)       |
| 1976    | Hockey Breganze          |
| 1977    | Hockey Novara (20)       |
| 1978    | GSH Trissino             |
| 1979    | Hockey Breganze (2)      |
| 1979–80 | AFP Giovinazzo           |
| 1980–81 | Amatori Lodi             |
| 1981–82 | Reggiana Hockey          |
| 1982–83 | Amatori Vercelli         |
| 1983–84 | Amatori Vercelli (2)     |
| 1984–85 | Hockey Novara (21)       |
| 1985–86 | Amatori Vercelli (3)     |
| 1986–87 | Hockey Novara (22)       |
| 1987–88 | Hockey Novara (23)       |
| 1988–89 | Roller Monza             |
| 1989–90 | Roller Monza (2)         |
| 1990–91 | Seregno Hockey           |
| 1991–92 | Roller Monza (3)         |
| 1992–93 | Hockey Novara (24)       |
| 1993–94 | Hockey Novara (25)       |
| 1994–95 | Hockey Novara (26)       |

| Ano     | Campeão                    |
| ------- | -------------------------- |
| 1995–96 | Roller Monza (4)           |
| 1996–97 | Hockey Novara (27)         |
| 1997–98 | Hockey Novara (28)         |
| 1998–99 | Hockey Novara (29)         |
| 1999–00 | Hockey Novara (30)         |
| 2000–01 | Hockey Novara (31)         |
| 2001–02 | Hockey Novara (32)         |
| 2002–03 | Primavera Prato            |
| 2003–04 | Bassano Hockey 54          |
| 2004–05 | Follonica Hockey           |
| 2005–06 | Follonica Hockey (2)       |
| 2006–07 | Follonica Hockey (3)       |
| 2007–08 | Follonica Hockey (4)       |
| 2008–09 | Bassano Hockey 54 (2)      |
| 2009–10 | Hockey Valdagno            |
| 2010–11 | CGC Viareggio              |
| 2011–12 | Hockey Valdagno (2)        |
| 2012–13 | Hockey Valdagno (3)        |
| 2013–14 | Forte dei Marmi            |
| 2014–15 | Forte dei Marmi (2)        |
| 2015–16 | Forte dei Marmi (3)        |
| 2016–17 | Amatori Lodi (2)           |
| 2017–18 | Amatori Lodi (3)           |
| 2018–19 | Forte dei Marmi (4)        |
| 2019–20 | Abandonado devido COVID-19 |
| 2020–21 | Amatori Lodi (4)           |
| 2021-22 | GSH Trissino (2)           |
| 2022-23 | GSH Trissino (3)           |
| 2023-24 | Forte dei Marmi (5)        |
| 2024-25 | GSH Trissino (4)           |

## Vitórias por Clube
A negrito clubes ainda em actividade.
| Nº  | Clube |
| --- | --- |
| 32  | Hockey Novara |
| 19  | Triestina/DPI Trieste |
| 7   | Hockey Monza |
| 5   | Forte dei Marmi |
| 4   | Roller Monza Follonica Hockey Amatori Lodi GSH Trissino                                                                  |
| 3   | AS Valdagno Amatori Vercelli                                                                                             |
| 2   | HC Sempione Milano Amatori Modena Hockey Breganze Bassano 54                                                             |
| 1   | CGC Viareggio Hockey Pola Milan Skating Hockey Club Edera Trieste AFP Giovinazzo Reggiana Seregno Hockey Primavera Prato |
| 101 | Total |

### Internacional
- Ligações ao Hóquei em todo o Mundo
- Mundook-Actualidade Mundial do Hóquei Patinado (em Português)
- Cumhoquei-Actualidade Mundial do Hóquei Patinado (em Português)
- Hardballhock-Actualidade Mundial do Hóquei Patinado (em Inglês)
- Inforoller-Actualidade Mundial do Hóquei Patinado (em Francês)
- Hardballhock Blog-Actualidade Mundial do Hóquei Patinado (em Inglês)
- rink-hockey-news-Actualidade Mundial do Hóquei Patinado (em Inglês)
- Solo Hockey-Actualidade Mundial do Hóquei Patinado (em Castelhano)